# Szkíathosz
Szkíathosz vagy Szkiáthosz (görög írással Σκιάθος, ógörög Σκίαθος) a Szporádok csoporthoz tartozó sziget az Égei-tenger északnyugati részén, Görögország területén. Dús növényzetű, erdővel borított sziget, amely a Magneszia-félszigettel szemben fekszik. Állandó lakossága 6088 fő volt 2011-ben.

## Turizmus

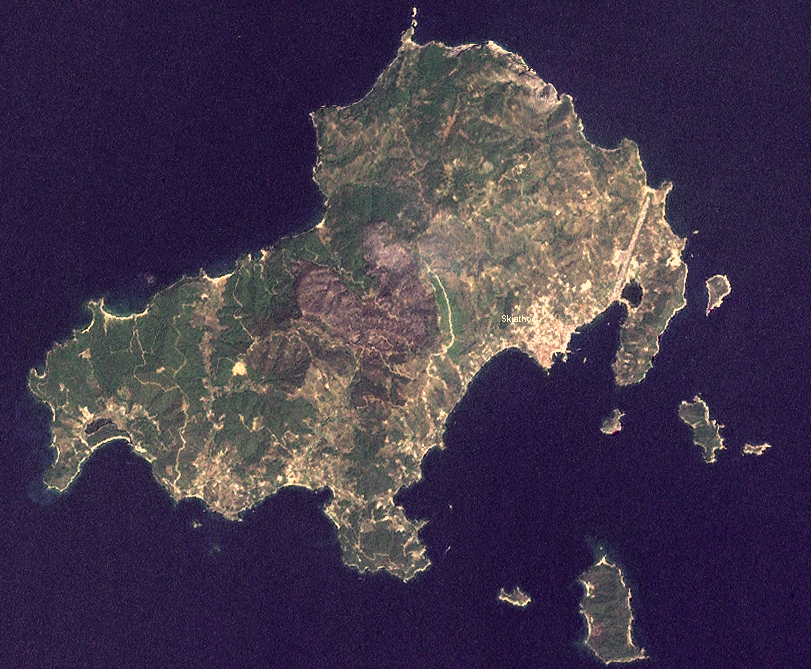
Műholdkép

Szkiáthosz évtizedek óta népszerű a vakációzok körében. 
A sziget tengerpartján több mint 60 homokos strand húzódik. Ezek közül az egész országban a legszebbek közé tartozik a fenyőkkel övezett Kukunariesz-strand.
Nyáron sokfelé nagy a zsúfoltság a szigeten. Éjszakai élete nyüzsgő.

### Látnivalók
- Evangelisztria Szent Kolostora
- Panaghia Ekonisztria régi kolostora
- Panaghia Kehriàsz régi kolostora
- Panaghia Limnià-templom
- Bourtzi-félsziget
- Kukunariesz-strand
- Achladiasz-öböl tengerpartja
- Kasztro középkori várromja
- Krisztosz szto Kasztro templom romja (17. század)
- Papadiamantisz szülőháza (múzeum)
- Trisz Hieràrchesz-templom (19. század)
- Szkitáhosz település temetőjének egyik szikláján a pelaszgok által épített fal maradványai

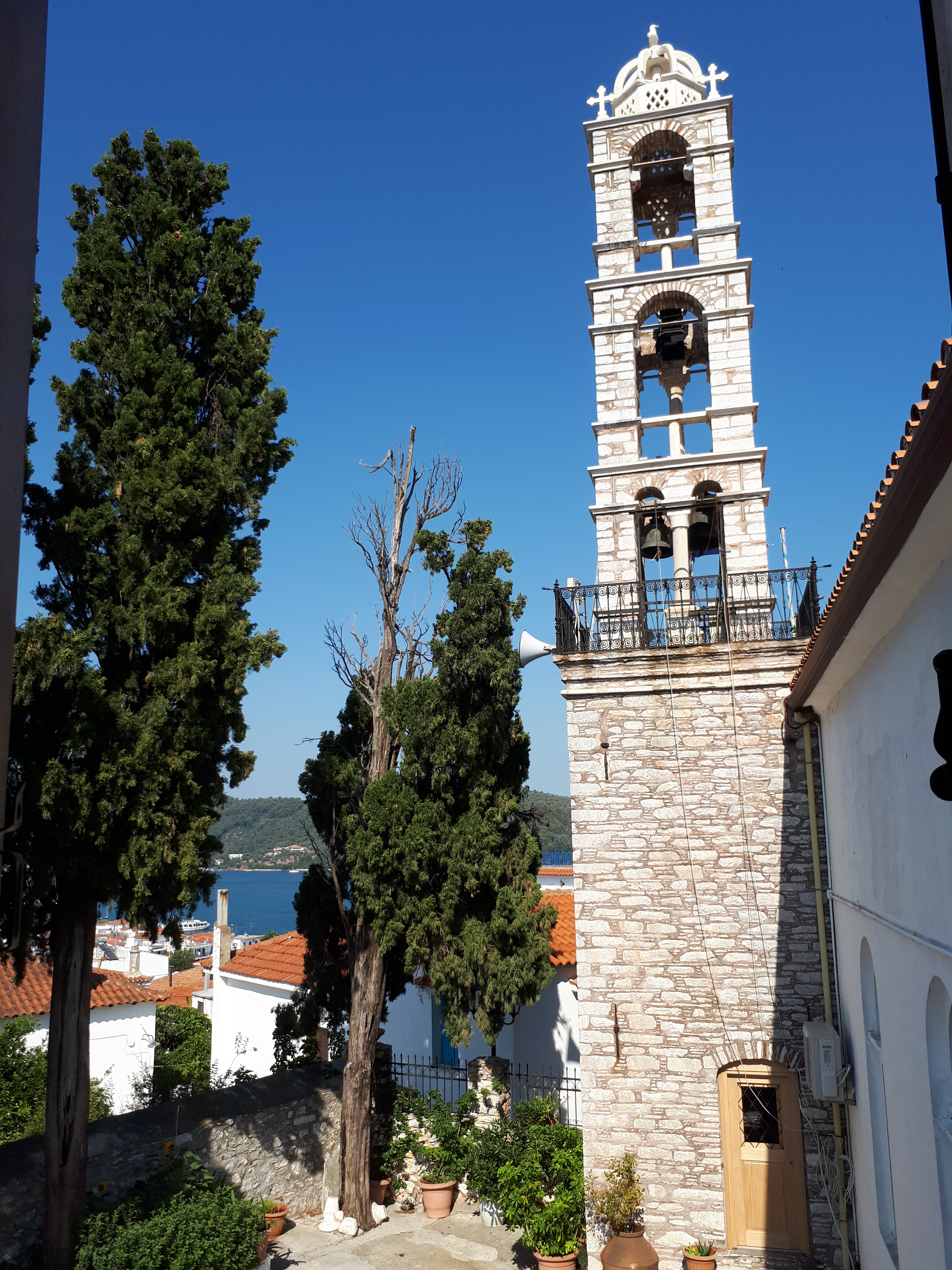
Panaghia Limniá temploma
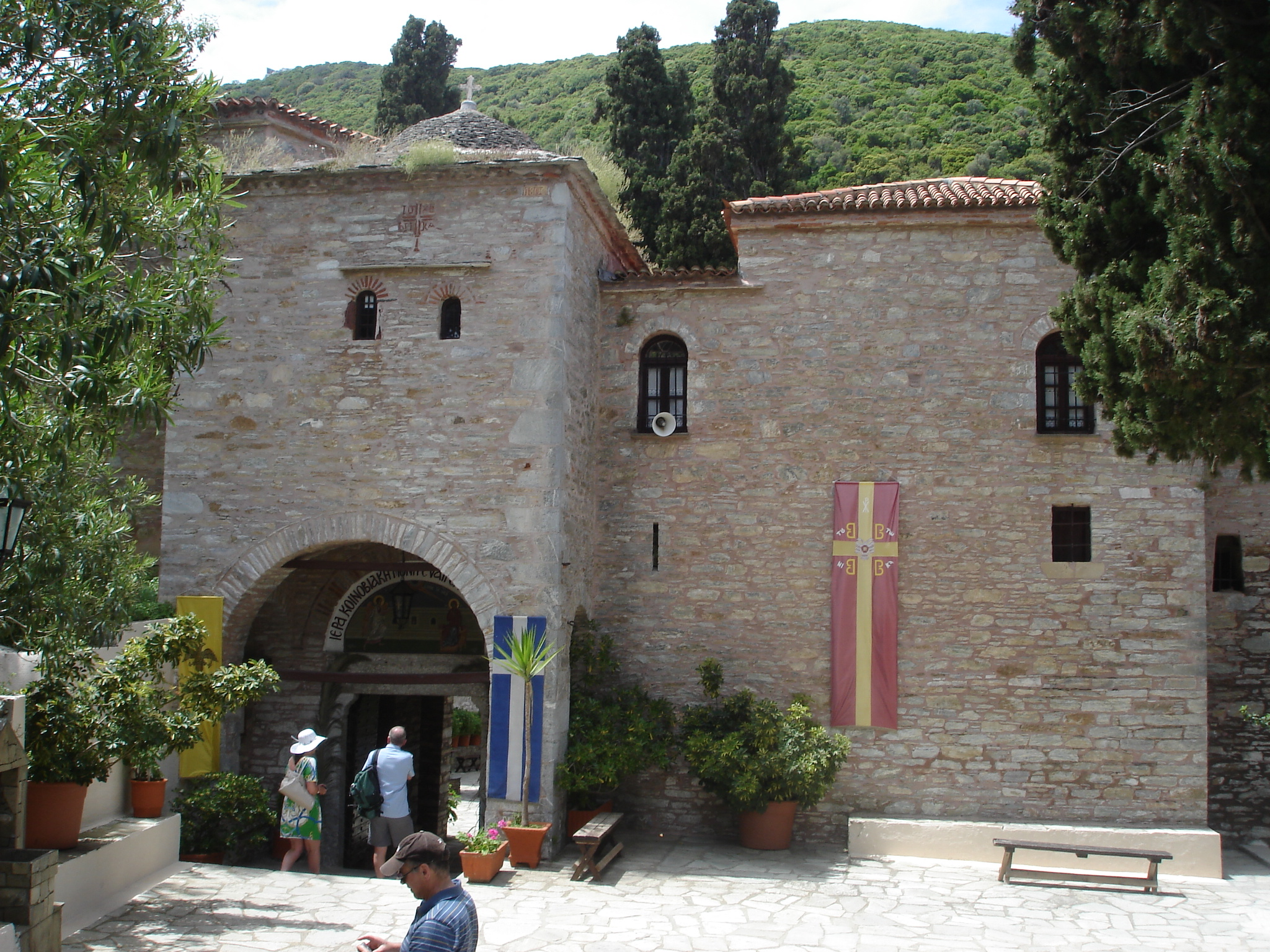
Evangelistria-kolostor kapuja
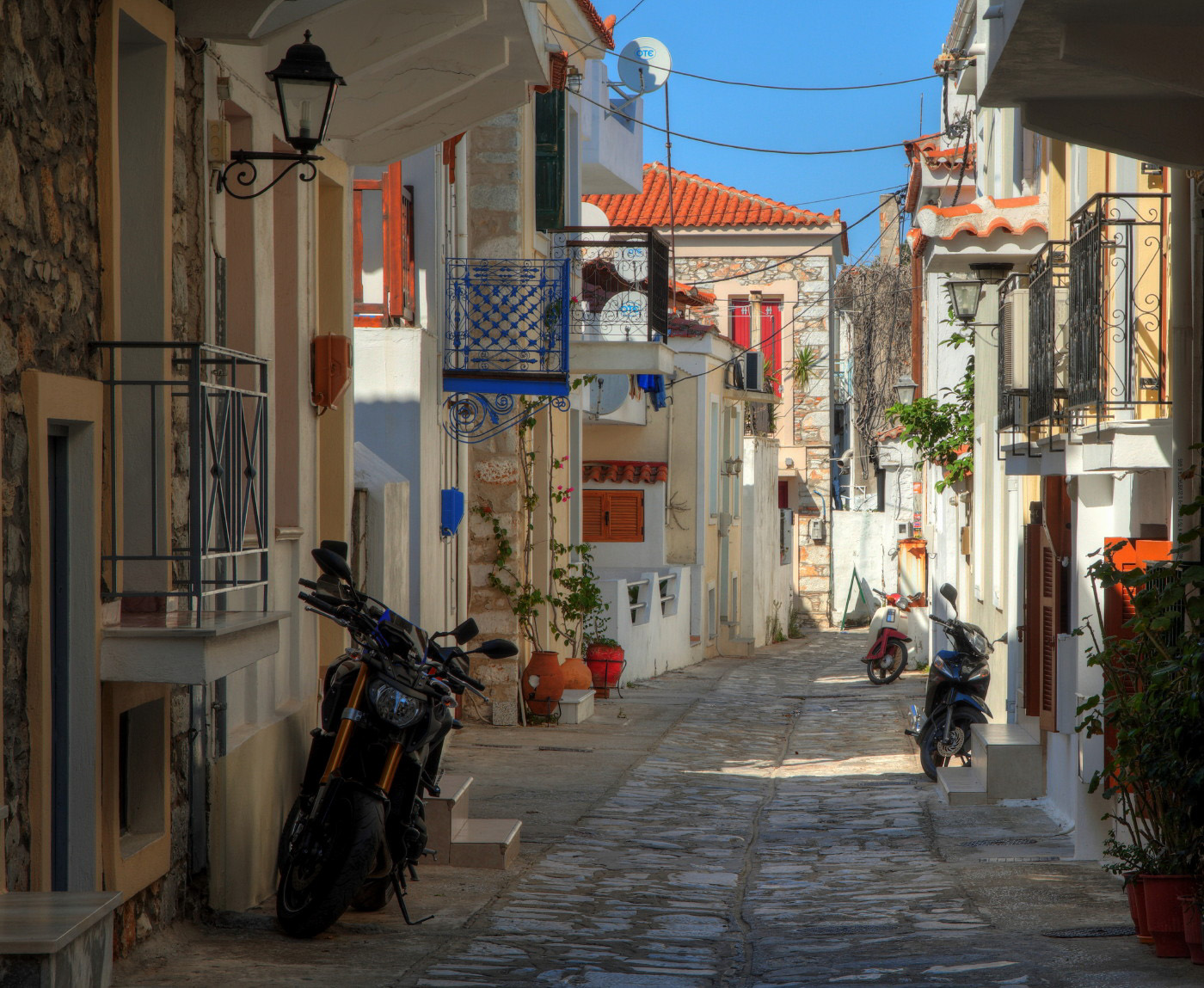
Szkíathosz város
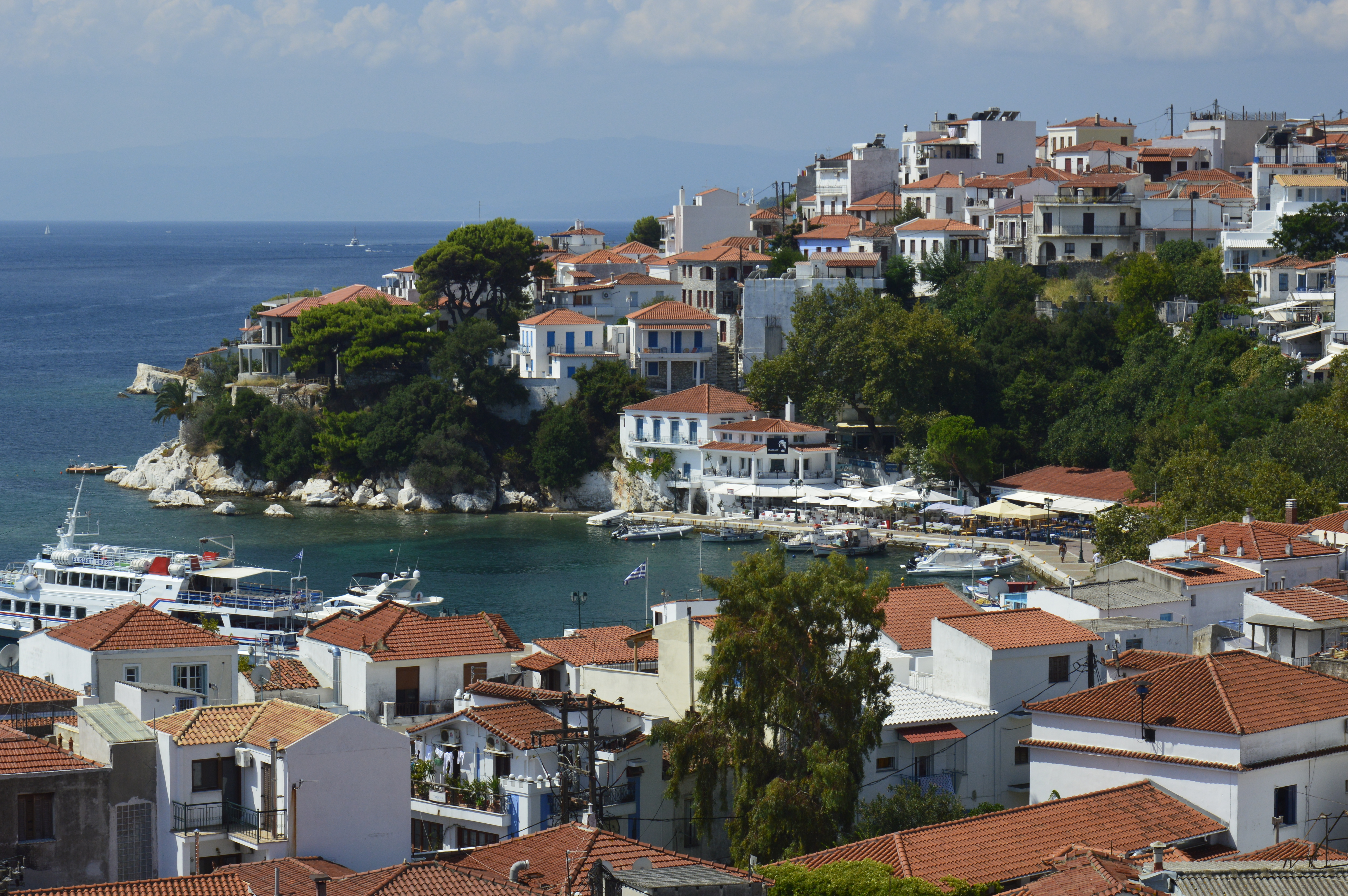
Szkíathosz város kikötője
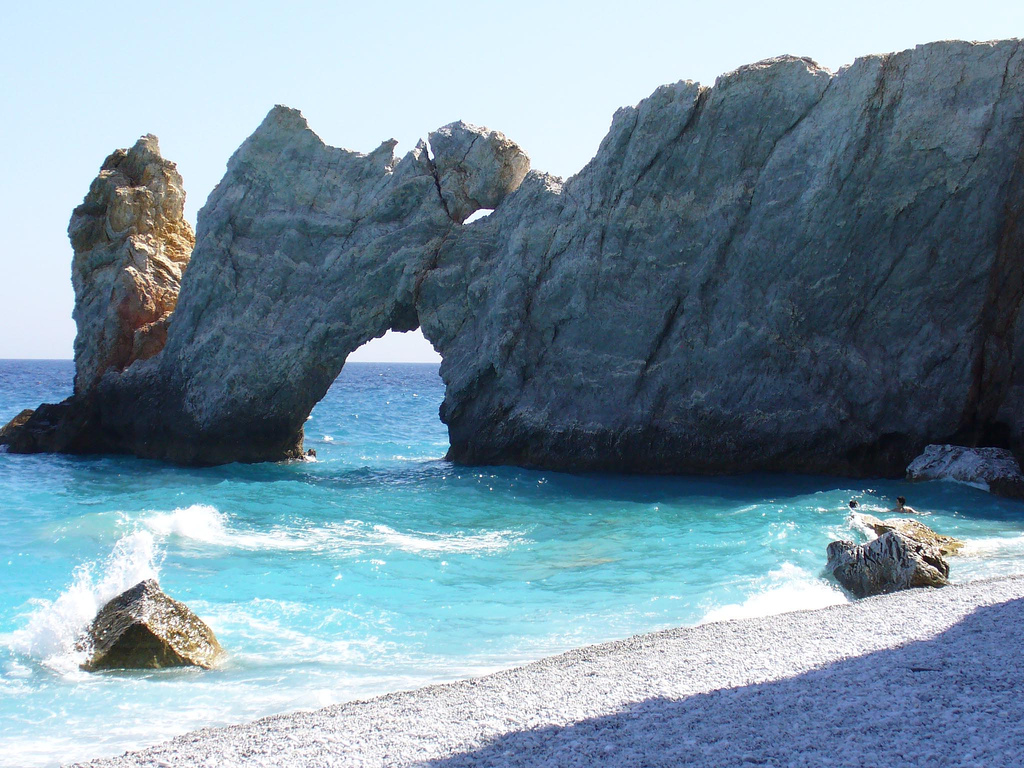
Lalaria
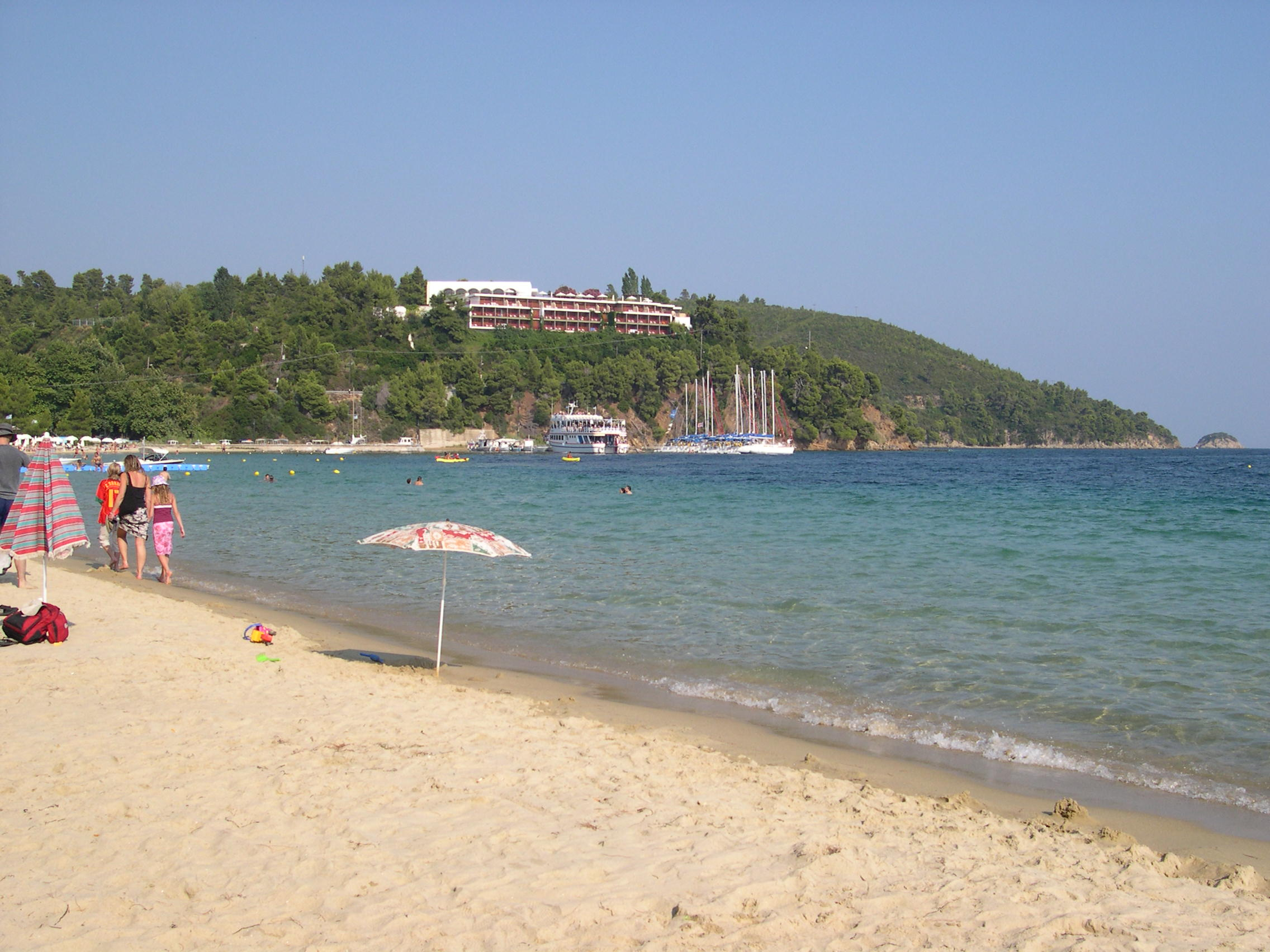
Koukounaries

### Megközelítés
- Repülővel: Athénból nyáron naponta többször, Európa számos városából charterjáratok.
- Hajóval: Voloszból és Agiosz Konsztantinoszból nyáron naponta, télen hetente többször.

## Neves emberek
Itt született Alexandrosz Papadiamantisz (1851–1911) görög novellista.

## Fordítás
- Ez a szócikk részben vagy egészben  a   Sciathos című német Wikipédia-szócikk fordításán alapul.  Az eredeti cikk szerkesztőit annak laptörténete sorolja fel. Ez a jelzés csupán a megfogalmazás eredetét és a szerzői jogokat jelzi, nem szolgál a cikkben szereplő információk forrásmegjelöléseként.

## Külső hivatkozások
- Hivatalos honlap (görögül és angolul)
- Turisztikai honlap (angolul)